# كلل (زيارت)
كلل (بالفارسية: کلل) هي قرية تقع في إيران في Ziarat Rural District. يقدر عدد سكانها بـ 614 نسمة بحسب إحصاء 2016.